# Dokonalý vnuk
Dokonalý vnuk (v anglickém originále Looking for Mr. Goodbart) je 20. díl 28. řady (celkem 616.) amerického animovaného seriálu Simpsonovi. Scénář napsala Carolyn Omineová a díl režíroval Michael Polcino. V USA měl premiéru dne 30. dubna 2017 na stanici Fox Broadcasting Company a v Česku byl poprvé vysílán 29. září 2017 na stanici Prima Cool.

## Děj
Díl začíná ukázkou „před třiceti lety“ ze skeče Good Night, kde Marge zpívá Maggie ukolébavku a ta je vystrašená. Následuje píseň oslavující 30 let od vzniku Simpsonových jakožto skečů parodující Teorii velkého třesku. 
Samotný děj začíná in medias res, kde se Bart chová nezvykle zdvořile. Následně proboří čtvrtou stěnu a zeptá se diváků, zda by chtěli vědět, proč se změnil. 
O dva měsíce dříve na Dni prarodičů Bart upraví text písně a ředitel Skinner si jej odvede. Jako trest mu zadá, aby doprovodil Agnes na autobusovou zastávku. Když zjistí, že za doprovod starších může dostávat dárky, tráví čas s mnoha dalšími. Phoebe zjistí, co má za lubem, ale za to, že ji čtyřikrát vyzvedne v hlídaném domově důchodců, mu zaplatí. 
Mezitím se Homer stane závislým na videohře Peekimon Get (parodie na Pokémon Go). Při hraní způsobuje nehody a trapasy, ale Líza věří, že mu hra pomáhá být aktivnější, a tak ho ve hře podporuje a doprovází ho. Když zjistí, že si Peekimony může koupit za skutečné peníze, Líza s tím souhlasí a Homer utratí 600 dolarů z rodinných úspor. 
Bart přijíždí do domova důchodců a jdou s Phoebe do lesa, aby společně obdivovali přírodu. Po čtyřech dnech mu předává slíbené peníze, on je však odmítne. Místo toho mu odkáže svůj fotoaparát. Jakmile Bart zjistí význam slova „odkázat“, dojde mu, že se Phoebe zmiňovala o plánech spáchat sebevraždu. Rychle se tedy obrátí na Homera a Lízu a ti požádají ostatní hráče Peekimon Get o pomoc při hledání Phoebe v lese. Najdou ji živou a ona je ráda, že má pro co žít, protože se cítí v přírodě volná. 
Bart dokončí své vyprávění s tím, že se naučil, že není správné zahrávat si s ženskými srdci a využívat starší lidi. V domově důchodců vypráví svůj příběh dědečkovi a omlouvá se mu za to, že ho na Den prarodičů „tak ztrapnil“.

## Přijetí

### Sledovanost
Dokonalého vnuka sledovalo 2,30 milionu diváků a získal rating 1,0. Stal se druhým nejsledovanějším pořadem toho večera na stanici Fox Broadcasting Company.

### Kritika
Dennis Perkins, kritik The A.V. Clubu, ohodnotil díl známkou B a prohlásil: „Dokonalý vnuk není nudný. Jen neskončí tak krutě, jak se chvíli zdá. Scénář položil dobrý základ – vzájemný obdiv Barta a Phoebe dává v kontextu smysl a obě dabérky v něm nacházejí citovou pravdu. Líbí se mi, jak se Phoebina nechápavá reakce na Bartův podvod změní v upřímné uznání, jakmile mimo jiné vidí, jak si Bart užívá přírody (v podobě prohraného souboje s kudlankou nábožnou). Když odchází s Bartem, říká, že jí ‚někdy může ukázat ten Milhouse, který tak miluje‘. (Myslela si, že je to dům.)“
Tony Sokol z Den of Geek udělil epizodě dvě hvězdičky z pěti. Pochválil premisu a výkon hostující Jennifer Saundersové v roli Phoebe, ale upozornil na nedostatek vtipů a kritizoval prodlouženou úvodní sekvenci jako způsob, jak vyplnit čas.

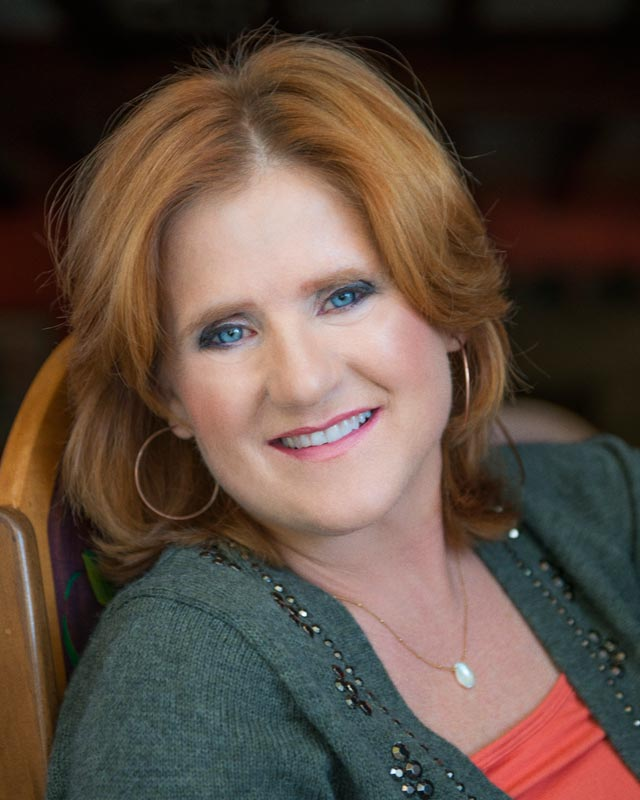
Nancy Cartwrightová získala nominaci na cenu Emmy

### Emmy Awards
Za výkon v roli Barta byla dabérka Nancy Cartwrightová nominována na 69. ročníku Primetime Creative Arts Emmy Awards v kategorii vynikající výkon ve voiceoveru, nominaci však neproměnila. Vítězem se stal Seth MacFarlane za díl Kluci z kapely seriálu Griffinovi.

### Kontroverze
Ruský televizní kanál 2×2 odmítl epizodu odvysílat kvůli scéně, v níž Homer a Komiksák hrají Peekimon Get v kostele. Scéna totiž satirizovala incident v Rusku, kdy byl za rouhání souzen ateistický blogger Ruslan Sokolovskij, který natočil video, v němž hraje Pokémon Go v chrámu Všech svatých na krvi v Jekatěrinburgu a tvrdí, že nemůže najít Ježíše, protože Ježíš neexistuje. Hnutí Amnesty International to označilo za „znepokojivou autocenzuru“. Epizoda byla nakonec odvysílána v dubnu 2018, daná scéna však byla vystřihnuta. 